# Maribori főegyházmegye

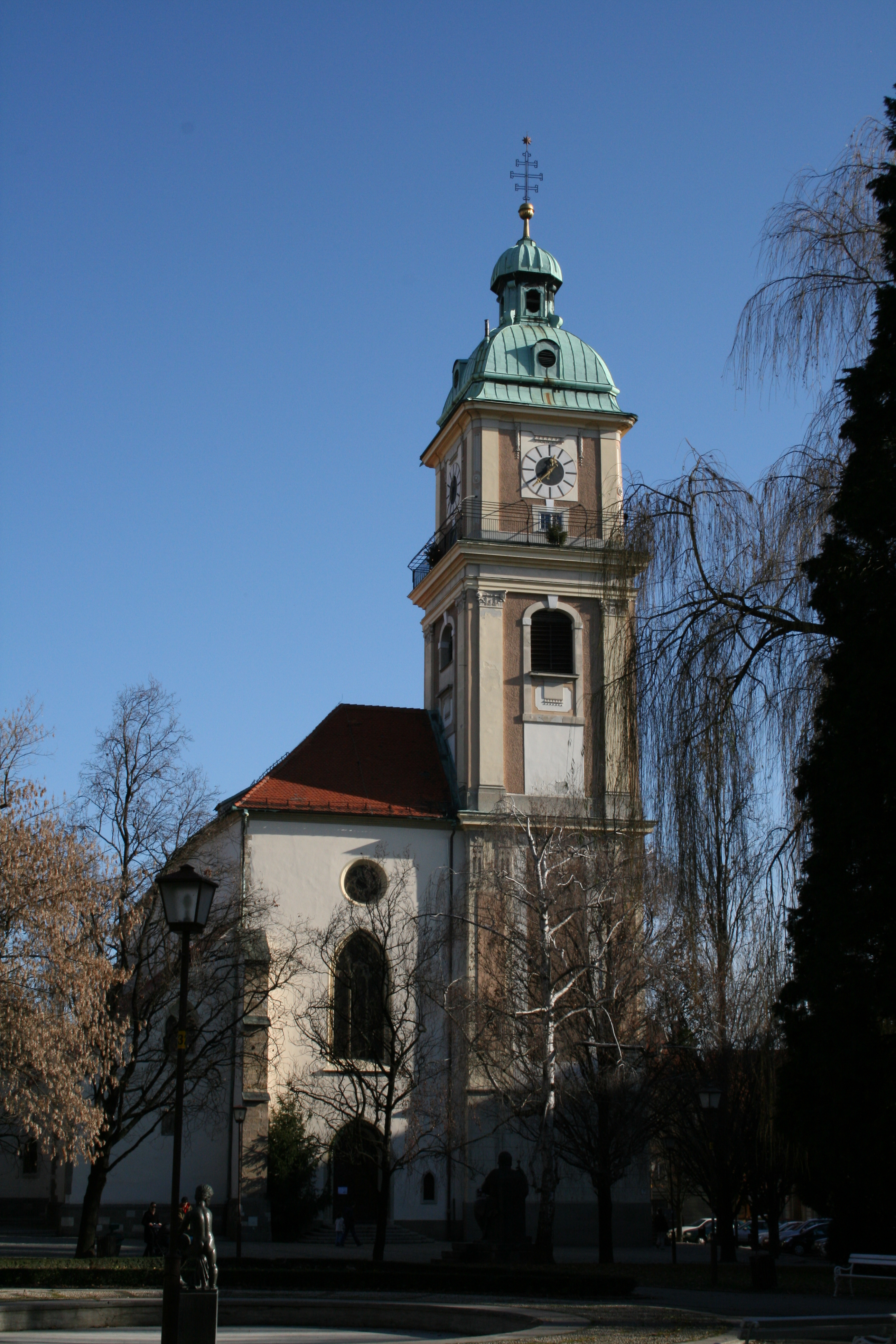
Maribori katedrális

A Maribori (tulajdonképpen Maribor-Lavanti) főegyházmegye (latinul: Archidioecesis Mariborensis, szlovénül: Nadškofija Maribor) a római katolikus egyház római rítusú főegyházmegyéje Szlovéniában. Püspöki székhelye Maribor. Székesegyháza a Keresztelő Szent János-székesegyház.

## Történelem
1859-ben Maribor (akkor Marburg) lett a Lavanti egyházmegye székhelye. 1962. március 5-én Maribori egyházmegye kiválik a Lavanti egyházmegyéből. 2006. április 7-én metropolita főegyházmegyévé léptették elő. 2012. januárjában arról számoltak be, hogy a Maribori főegyházmegye súlyos pénzügyi nehézségekkel küzd, közvetlenül a csőd előtt. A nagy kockázatú befektetésekkel előidézett tartozások teljes összege 800 millió euró volt. Marjan Turnšek maribori érsek és Anton Stres ljubljanai érsek Ferenc pápa kérésére az érintettség miatt lemondott.

## Egyesült címek
Lavant (1962. március 5. óta)

## Egykori székesegyház
Szent György-templom, Ptuj

## Kisbazilikák
- Irgalmas Anyánk-bazilika (Maribor)
- Kegyelmes Szűzanya-bazilika, Ptujska Gora

## Maribor püspökei
- Maksimilijan Držečnik (1962. március 5. – 1978. május 13.)
- Franc Kramberger (1980. november 6. – 2006. április 7.); lásd alább

## Maribor érsekei
- Franc Kramberger (2006. április 7. – 2011. február 3.); lásd fent
- Marjan Turnšek (2011. február 3. – 2013. július 31.)
- Stanislav Lipovšek, Celje püspöke, apostoli kormányzó (2013. július 31. – 2015. április 26.)
- Alojzij Cvikl, S.J. (2015. március 14. – hivatalban)
- Anton Stres koadjutor érsek (2009. január 31. – 2009. november 28.) ljubljanai érsekké nevezték ki
- Marjan Turnšek koadjutor érsek (2009. november 28. – 2011. február 3.)
- Stanislav Lipovšek püspök, apostoli kormányzó (2013. július 31. – 2015. március 14.)
- Alojzij Cvikl S.J.	(2015. március 14. – hivatalban)

## Szuffragán egyházmegyék
A főegyházmegyének két szuffragán egyházmegyéje van:
- Celjei egyházmegye
- Muraszombati egyházmegye

## Szomszédos egyházmegyék
- Celjei egyházmegye (délnyugat)
- Gurki egyházmegye (nyugat)
- Graz-Seckaui egyházmegye (észak)
- Szombathelyi egyházmegye (északkelet)
- Muraszombati egyházmegye (kelet)
- Varasdi egyházmegye (délkelet)

## Fordítás
Ez a szócikk részben vagy egészben  a   Roman Catholic Archdiocese of Maribor című angol Wikipédia-szócikk ezen változatának fordításán alapul.  Az eredeti cikk szerkesztőit annak laptörténete sorolja fel. Ez a jelzés csupán a megfogalmazás eredetét és a szerzői jogokat jelzi, nem szolgál a cikkben szereplő információk forrásmegjelöléseként.